# SV Mistelbach
SV Mistelbach – austriacki klub szachowy z siedzibą w Mistelbach.

## Historia
Klub powstał w 1979 roku jako sekcja VHS Zistersdorf i w 1983 roku wygrał 2. Klasse Weinviertel, awansując do 1. Klasse. W tym samym roku został oficjalnie zarejestrowany. W 2014 roku nastąpił awans klubu do Landesligi, a cztery lata później zespół awansował do 2. Bundesligi. W 2023 roku SV Mistelbach uzyskał awans do Bundesligi. W inauguracyjnym sezonie w Bundeslidze klub zajął siódmą pozycję. W sezonie 2024/2025 zespół zakończył rozgrywki mistrzostw Austrii na trzecim miejscu, za ASV Linz i SC Pinggau/Friedberg. W skład drużyny wchodzili wówczas m.in. Thai Dai Van Nguyen, Zbyněk Hráček, Štěpán Žilka, Jerguš Pecháč i Petr Hába.